# Tajná invaze (seriál)
Tajná invaze (v anglickém originále Secret Invasion) je americký televizní seriál založený na stejnojmenném komiksu od Marvel Comics. Seriál je podobně jako předchozí seriály od Marvel Cinematic Universe přístupný na Disney+.
Hlavní role si zopakovali Samuel L. Jackson jako Nick Fury a Ben Mendelsohn jako Talos, ale připojili se k nim v nových rolích Kingsley Ben-Adir, Emilia Clarkeová, Don Cheadle a Olivia Colmanová. Režie se ujali Thomas Bezucha a Ali Selim a scénář k seriálu napsal Kyle Bradstreet, který je zároveň i tvůrcem seriálu.
První epizoda seriálu byla vydána 21. června 2023, přičemž je součástí 4. fáze Marvel Cinematic Universe. Seriál by měl obsahovat šest epizod.

## Obsazení
- Samuel L. Jackson jako Nick Fury, bývalý ředitel S.H.I.E.L.D.u, který pracoval ve vesmíru se Skrully[11][12]
- Kingsley Ben-Adir jako Gravik, vůdce odboje Skrullů
- Emilia Clarkeová jako G'iah, dcera Talose a člen odboje Skrullů
- Ben Mendelsohn jako Talos[13]
- Olivia Colmanová jako Sonya Falswortová, agentka MI6
- Martin Freeman jako Everett Ross[14]
- Don Cheadle jako James Rhodes[15]

Dále také Dermot Mulroney jako prezident Spojených států a Cobie Smulders jako Maria Hillová.
Z vedlejších postav se objeví v seriálu objeví Ben Peel jako Skrull Brogan, Seeta Indrani jako Shirley Sagar, Christopher Goh jako Jack Hyuk-Bin, Giampiero Judica jako generální tajemník NATO Caspani a Anna Madeley jako britská premiérka Pamela Lawton, Charlayne Woodard jako Priscilla Fury, Christopher McDonald jako Chris Stearns a Katie Finneran jako Rosa Dalton.
V hostujících rolích také Juliet Stevenson jako matka Hillové, Charlotte Baker a Kate Braithwaite jako Soren, manželka Talose a matka G'iaha a Carmen Ejogo obsazena v neznámé roli.

## Seznam dílů
| Č. v seriálu | Původní název | Český název    | Režie     | Scénář                                                           | Premiéra v USA    |
| ------------ | ------------- | -------------- | --------- | ---------------------------------------------------------------- | ----------------- |
| 1            | Resurrection  | Zmrtvýchvstání | Ali Selim | Kyle Bradstreet a Brian Tucker                                   | 21. června 2023   |
| 2            | Promises      | Sliby          | Ali Selim | příběh : Brant Englestein a Brian Tucker adaptace : Brian Tucker | 28. června 2023   |
| 3            | Betrayed      | Zrada          | Ali Selim | Roxanne Paredesová a Brian Tucker                                | 5. července 2023  |
| 4            | Beloved       | Milovaná       | Ali Selim | Brian Tucker                                                     | 12. července 2023 |
| 5            | Harvest       | Sklizeň        | Ali Selim | Michael Bhim a Brian Tucker                                      | 19. července 2023 |
| 6            | Home          | Domov          | Ali Selim | Kyle Bradstreet a Brian Tucker                                   | 26. července 2023 |